# Saison 2010 des Twins du Minnesota
La saison 2010 des Twins du Minnesota est la 110e saison en Ligue majeure pour cette franchise. 
La saison 2010 marque l'ouverture du nouveau stade des Twins : Target Field. Cette enceinte de 40 000 places est inaugurée le 2 avril, et utilisée pour la première fois en Ligue majeure le 12 avril avec la réception des Red Sox de Boston à Minneapolis.
Les Twins enlèvent un nouveau titre de champion de la division Centrale de la Ligue américaine, mais butent encore sur les Yankees de New York (0-3) au premier tour des séries éliminatoires.

## Intersaison

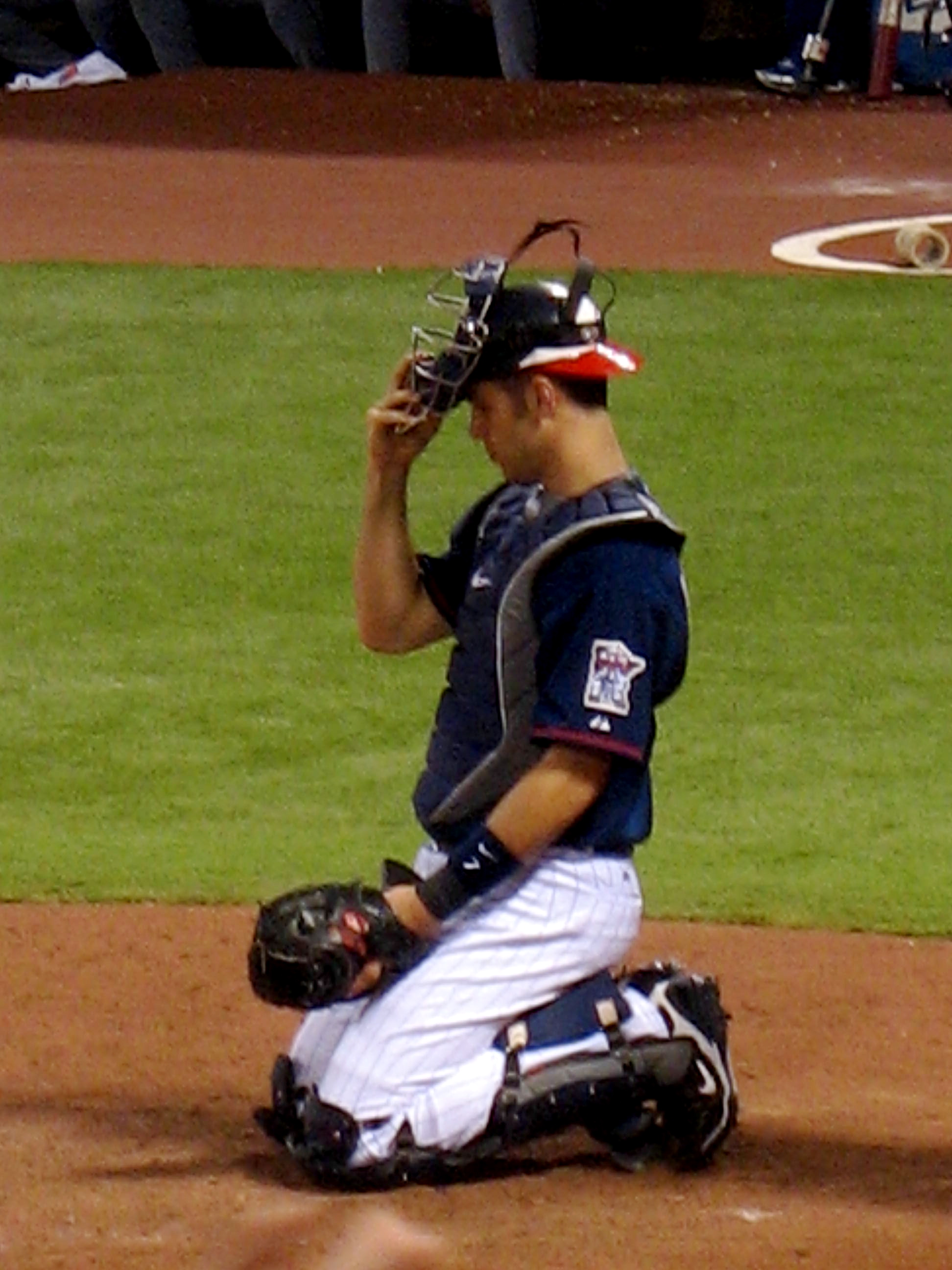
Contrat record pour Joe Mauer

### Arrivées
- L'arrêt-court J. J. Hardy, acquis des Brewers de Milwaukee le 6 novembre 2009 en retour de Carlos Gómez[1].
- Agent libre, le lanceur de relève Clay Condrey (ex-Phillies de Philadelphie) s'engage pour une saison avec les Twins le 6 janvier 2010[2].
- L'ancien deuxième but des Dodgers de Los Angeles Orlando Hudson signe un contrat d'un an le 4 février 2010[3].
- Le premier but et frappeur désigné Jim Thome quitte les Dodgers de Los Angeles et signe comme agent libre un contrat d'un an avec les Twins le 4 février[4].
- L'ancien voltigeur des Twins Jacque Jones revient au Minnesota et accepte un contrat des ligues mineures le 9 février[5].

### Départs
- Le voltigeur de centre Carlos Gómez, transféré le 6 novembre 2009 aux Brewers de Milwaukee pour J. J. Hardy[1].
- Le lanceur Boof Bonser, transféré aux Red Sox de Boston le 10 décembre 2009[6].
- Le voltigeur Jason Pridie est soumis au ballotage et réclamé par les Mets de New York[5].

### Prolongations de contrats
Denard Span signe un contrat de 16,5 millions de dollars pour cinq ans et une année d'option.
Le 21 mars, le receveur Joe Mauer signe le plus important contrat de l'histoire de la franchise : 184 millions de dollars pour 8 saisons.

### Grapefruit League
31 rencontres de préparation sont programmées du 4 mars au 3 avril à l'occasion de cet entraînement de printemps 2010 des Twins.
Avec 16 victoires et 14 défaites, les Twins terminent 6e de la Grapefruit League et enregistrent la 5e performance des clubs de la Ligue américaine.

## Saison régulière

### Classement
| Ligue américaine (Division Centrale) | V  | D  | %    | GB |
| ------------------------------------ | -- | -- | ---- | -- |
| Twins du Minnesota                   | 94 | 68 | .580 | -  |
| White Sox de Chicago                 | 88 | 74 | .543 | 6  |
| Tigers de Détroit                    | 81 | 81 | .500 | 13 |
| Indians de Cleveland                 | 69 | 93 | .426 | 25 |
| Royals de Kansas City                | 67 | 95 | .414 | 27 |

### Résultats
| Légende            | Légende           | Légende       |
| victoire des Twins | défaite des Twins | match reporté |
| ------------------ | ----------------- | ------------- |

#### Avril

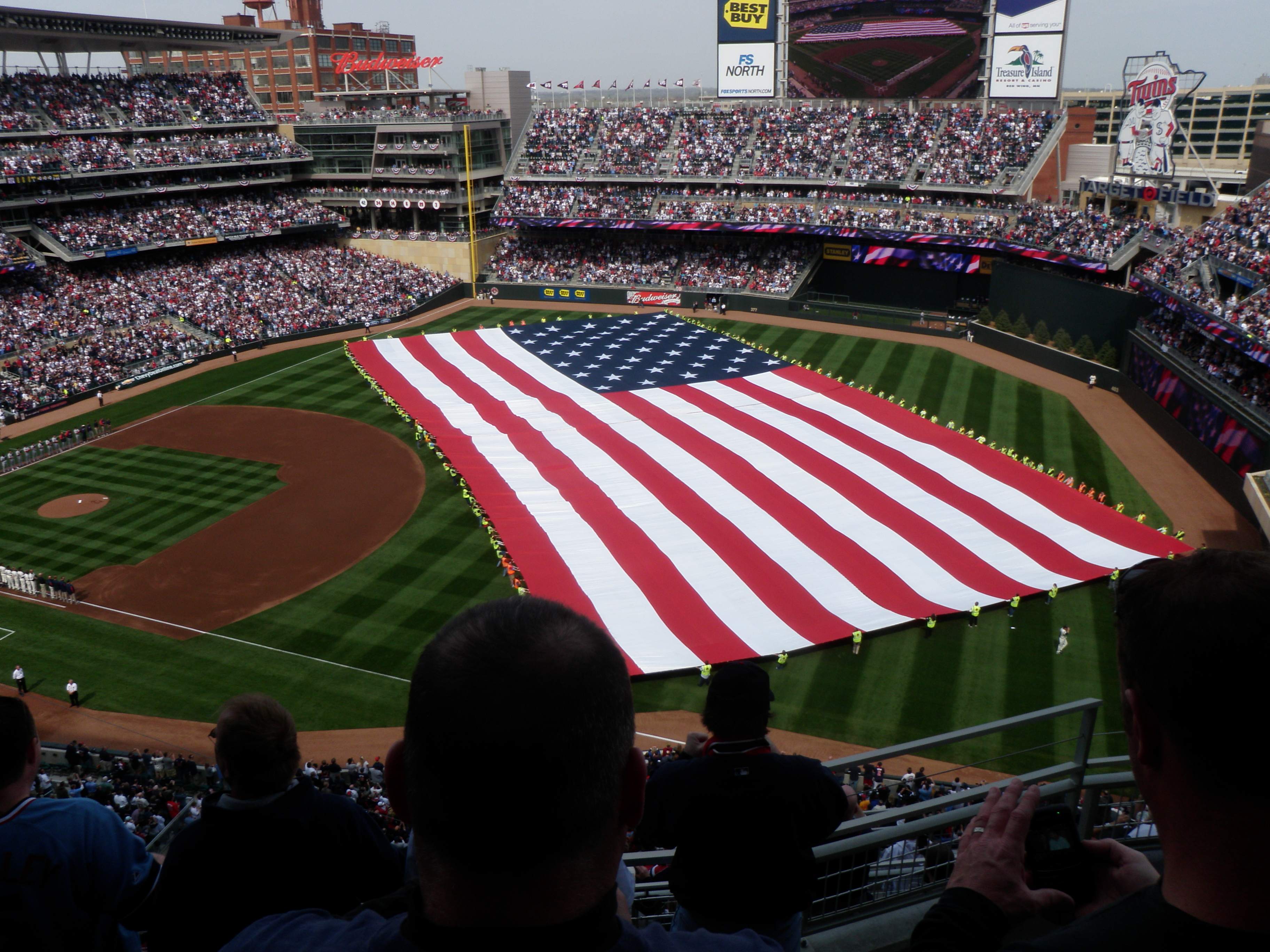
Premier match de MLB à Target Field

Le début de saison est encourageant avec cinq victoires pour deux défaites après les sept premières sorties à l'extérieur, respectivement à Los Angeles face aux Angels puis à Chicago contre les White Sox. Le moral est clairement au beau fixe lors des débuts à domicile des Twins avec l'inauguration de leur nouvelle enceinte : Target Field. Cette dernière affiche complet lors des neuf premières parties de Ligue majeure qui s'y tiennent. Au soir du 18 avril, les Twins affichent un bilan de neuf victoires pour quatre défaites synonyme de première place dans la division centrale de la Ligue américaine.
Le 28 avril, l'Australien Luke Hughes réussit un coup de circuit lors de son premier passage au bâton en Majeure. Depuis l'installation des Twins dans le Minnesota, Hugues est le cinquième joueur de la franchise, après Rick Renick (1968), Dave McKay (1975), Gary Gaetti (1981) et Andre David (1984), à signer ainsi ses débuts au plus haut niveau.

#### Mai
Le 2 mai, le Vénézuélien Wilson Ramos des Twins du Minnesota est le 21e joueur de l'histoire moderne (depuis 1900) et le premier receveur à résussir quatre coups sûrs à l'occasion de son premier match en Ligue majeure.

#### Juillet
- Le 31 juillet 2010, les Twins obtiennent des Nationals de Washington le lanceur de relève Matt Capps. Ils cèdent en retour le lanceur gaucher Joe Testa et le receveur Wilson Ramos[12].

## Séries éliminatoires

### Série de division
| # | Date      | Adversaire | Score | Vic.           | Déf.           | Sauv.      | Affluence | Bilan |
| - | --------- | ---------- | ----- | -------------- | -------------- | ---------- | --------- | ----- |
| 1 | 6 octobre | Yankees    | 6 - 4 | Sabathia (1–0) | Crain (0–1)    | Rivera (1) | 42 032    | 0-1   |
| 2 | 7 octobre | Yankees    | 5 - 2 | Pettitte (1–0) | Pavano (0–1)   | Rivera (2) | 42 035    | 0-2   |
| 3 | 9 octobre | @ Yankees  | 1 - 6 | Hughes (1–0)   | Duensing (0–1) |            | 50 840    | 0-3   |

## Draft
Le lanceur de relève Alex Wimmers (Ohio State Buckeyes) est sélectionné au premier rang (21e choix) par les Twins.

## Affiliations en ligues mineures
| Niveau     | Equipe                | Ligue                   | Manager      | Vic. | Déf. | Classement                  |
| ---------- | --------------------- | ----------------------- | ------------ | ---- | ---- | --------------------------- |
| AAA        | Rochester Red Wings   | International League    | Tom Nieto    | 49   | 95   | 6e de la Division sud       |
| AA         | New Britain Rock Cats | Eastern League          | Jeff Smith   | 44   | 98   | 6e de la Division est       |
| Advanced A | Fort Myers Miracle    | Florida State League    | Jake Mauer   | 64   | 74   | 4e de la Division sud       |
| A          | Beloit Snappers       | Midwest League          | Nelson Prada | 71   | 65   | 4e de la Division ouest     |
| Rookie     | Elizabethton Twins    | Appalachian League      | Ray Smith    | 41   | 25   | 2e de la Division ouest     |
| Rookie     | GCL Twins             | Gulf Coast League       | Chris Heintz | 29   | 31   | 3e de la Division sud       |
| Rookie     | DSL Twins             | Dominican Summer League |              | 29   | 42   | 6e de la Division B.C. B.C. |